# نیباگدو
نیباگدو شهری در شهرستان سابو در استان بولکیمده در بورکینافاسوی غربی مرکزی است جمعیت آن ۱۴۴۱ نفر است.